# Fara ve Svinčanech
Barokní budova fary se nalézá severozápadně od centra obce Svinčany v okrese Pardubice. Budovu fary vystavěl v letech 1764–1772 František Tomáš Jedlička, stavitel z Heřmanova Městce. Budova s dochovaným reprezentačním sálem s nástěnnými malbami od Josefa Kramolína je od roku 1958 chráněna jako nemovitá kulturní památka ČR.

## Popis
Fara ve Svinčanech je jednopatrová zděná budova s mansardovou střechou pokrytou šindelem.
Budova fary má symetrické pětiosé průčelí členěné lisenovými rámy. V ose průčelí se nachází hlavní vstup s pískovcovým portálem obklopeným sloupy s vysokými podstavci a volutovými hlavicemi, které nesou trojúhelný fronton. 
Církev faru využivala do roku 1954. Poté zde bydlelo několik nájemníků a obec zde dočasně umístila knihovnu. Několik posledních desetiletí byla však budova prázdná a bez využití. V roce 2000 ji koupil podnikatel a restaurátor z Heřmanova Městce Ivo Kvítek, kerý plánoval, že faru změní na rodinné sídlo. K tomu nikdy nedošlo a památkově chráněný objekt nadále chátral. 
V letech 2019 – 2020 byly na budově provedeny záchranné práce a havarijní opravy pokračují i v roce 2024.

## Fotogalerie

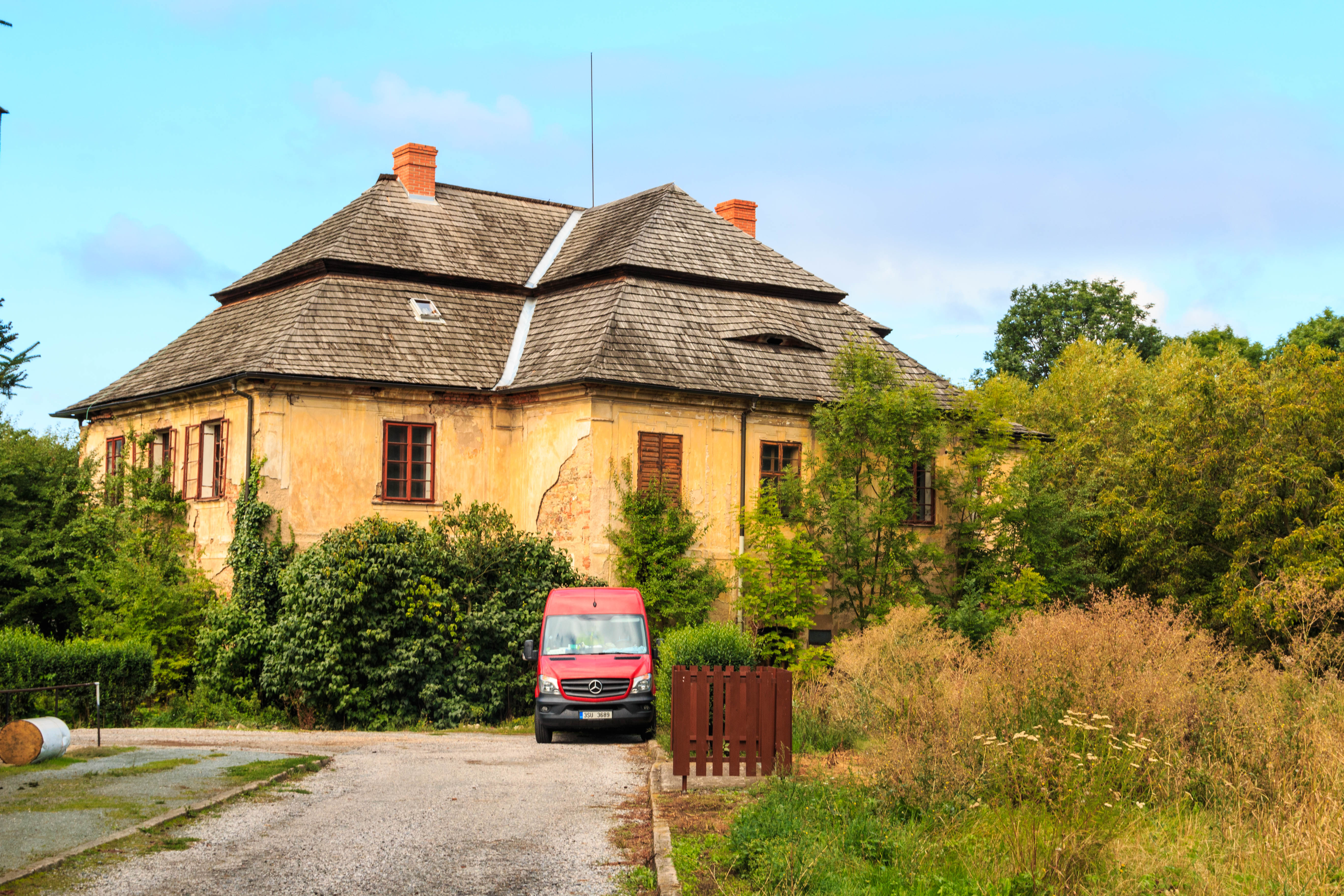
fara ve Svinčanech – stav 2017
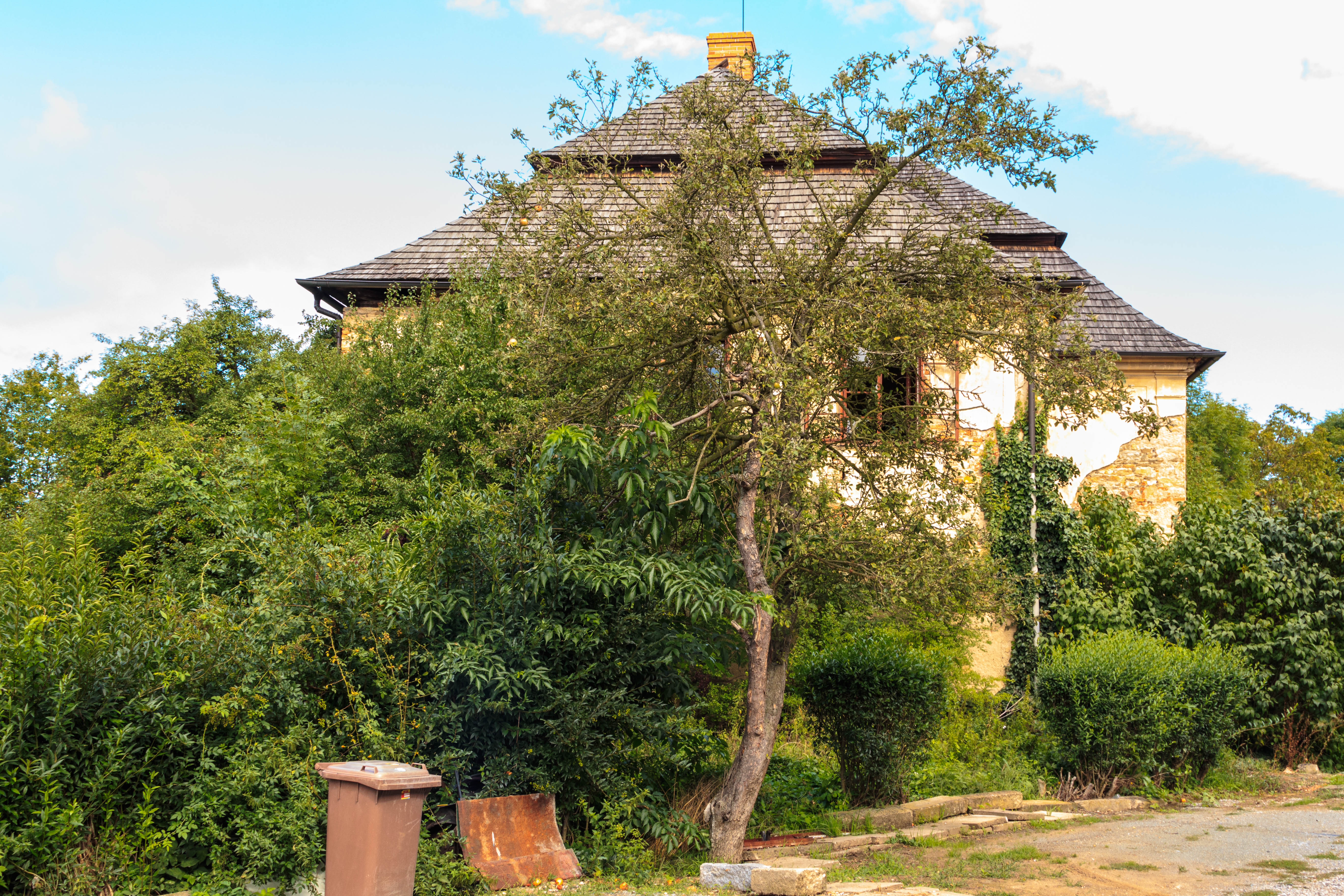
fara ve Svinčanech – stav 2017
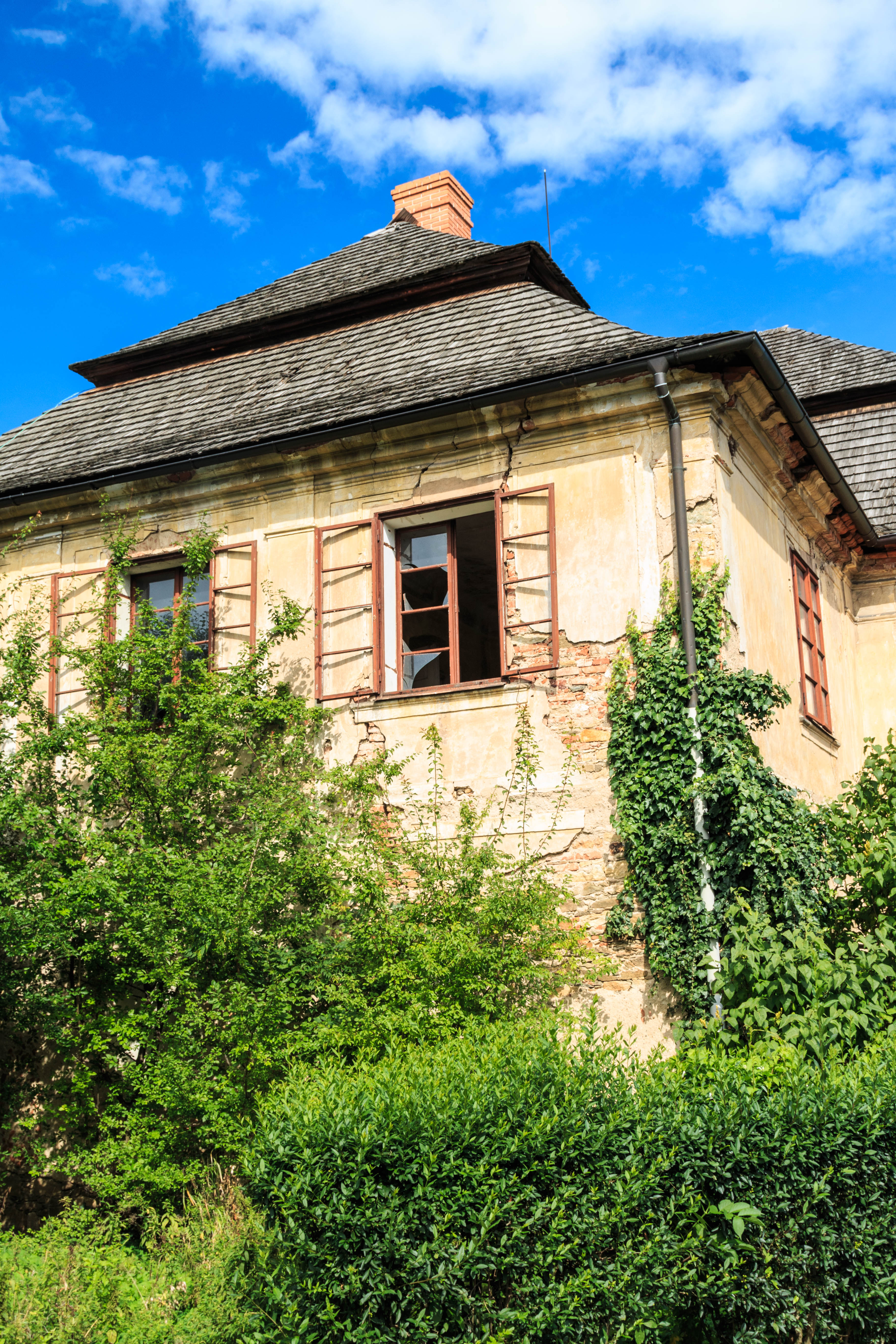
fara ve Svinčanech – stav 2017